# Pelargonium odoratissimum
Pelargonium odoratissimum ((L.) L'Hér., 1789) è una pianta appartenente alla famiglia delle Geraniaceae, originaria di Sudafrica ed eSwatini.

## Descrizione
La specie raggiunge 25 cm di altezza e oltre 40 in larghezza, con foglie rotonde, morbide, verde chiaro e odorose di mela verde. Presenta fiori bianchi o rosa pallido, con venature rosse sui due petali superiori, fusto breve da cui si dipartono i piccioli delle foglie.